# Réseaux IP Européens
Réseaux IP Européens (meestal afgekort tot RIPE) is een platform ter bevordering van ontwikkelingen van internet. Het is een open platform zonder formele leden en is ook geen formeel rechtspersoon
Daarnaast bestaat het RIPE NCC (RIPE Network Coördination Centre) een zogenaamde Regional Internet Registry (RIR). De verantwoordelijkheid voor de uitgifte van IP-adressen is wereldwijd verdeeld over een klein aantal RIR's: elk verantwoordelijk voor een geografisch gebied.

## Geschiedenis
Réseaux IP Européens is een open forum dat sinds 1989 bestaat en open staat voor iedereen die geïnteresseerd is in ontwikkelingen op het gebied van internet en dat werd gecoördineerd door vrijwilligers.
Al snel werd duidelijk dat het niet langer haalbaar was om alle activiteiten op basis van vrijwilligheid te blijven voortzetten en vanaf 1990 werden plannen ontwikkeld hoe RIPE NCC opgezet zou moeten worden en welke taken zij zou krijgen.
Aan het einde van 1994 overtrof de werklast van het NCC alle verwachtingen en de vrijwillige financiële bijdragen vormden onvoldoende zekerheid om haar hoofdtaken te kunnen garanderen.
Op 12 november 1997 werden de Nederlandstalige statuten van het RIPE NCC gedeponeerd bij de Kamer van Koophandel in Amsterdam.
In 2007 waren er ongeveer 100 medewerkers in dienst bij het NCC en bedroeg het ledental van betalende LIR's ongeveer 5000.

## Taken en activiteiten

### RIPE NCC
Het RIPE NCC is aangewezen als RIR: Regional Internet Registry. Wereldwijd is het beheer van IP-adressen de verantwoordelijkheid van een klein aantal RIR's die elk een bepaald geografisch werkgebied heeft. Het RIPE NCC beheert de adresruimte voor Europa en het Midden-Oosten. Naast het RIPE NCC zijn er nog 4 andere RIR's: APNIC (Azië en Australië), AfriNIC (Afrika), LACNIC (Latijns-Amerika) en ARIN (Noord-Amerika).
Om als internetprovider eigen IP-adressen en een Autonomous System- of AS-nummer te krijgen, moet de provider lid worden van RIPE-NCC en wordt hij een zogenaamde LIR (Local Internet Registry).
Naast de uitgifte van IP-adressen en AS-nummers beheert het NCC ook een database waarin alle registraties van IP-adressen zijn opgeslagen. Het is de bedoeling dat alle deelnemers de toewijzing en verdeling van hun adresruimte vastleggen in deze database. Ook informatie over routeringen, peering afspraken en dergelijke kunnen vastgelegd worden en zijn door iedereen te raadplegen.

### RIPE als platform
Het RIPE NCC zorgt ook voor de organisatie van de open toegankelijke RIPE bijeenkomsten. Om deel te nemen aan zo'n conferentie hoef je dus geen lid te zijn van het RIPE NCC. De bijeenkomsten hebben als naam RIPE gevolgd door een nummer. Elk jaar worden twee bijeenkomsten georganiseerd: één in de vestigingsplaats van RIPE NCC: Amsterdam en de andere elders binnen het werkgebied van het RIPE NCC. Dit laatste om de toegankelijkheid voor belangstellenden te vergroten.
Elke bijeenkomst of congres duurt vier dagen en bestaat uit een aantal gezamenlijke (plenaire) bijeenkomsten en een aantal bijeenkomsten voor doelgroepen of werkgroepen.
Zo zijn er werkgroepen die zich puur bezighouden met verdere ontwikkeling van bovengenoemde database, werkgroepen over de invoering van IPv6 en werkgroepen voor de ontwikkeling van test-software of route-servers.
In tegenstelling tot andere jaren is er in 2008 geen bijeenkomst in Amsterdam, maar wel in Berlijn (Ripe 56) en Dubai (Ripe 57)

## Uitgifte IP-adressen
Onderstaande procedures gelden voor IPv4-adressen. Voor IPv6 gelden afwijkende regels, maar de uitgifte hiervan wordt eveneens gecoördineerd door RIPE NCC.
Zoals hierboven vermeld is het beheren van de IP-adressen een van de hoofdtaken van het RIPE NCC. Een internetprovider die zijn eigen IP-adressen wil hebben moet LIR worden door lid te worden van het RIPE NCC. Zodra je lid wordt van het NCC moet je aangeven hoeveel adressen je direct nodig hebt en wat je (groei) verwachtingen zijn voor de komende twee jaar. Op basis van deze gegevens word je ingedeeld in een categorie naar omvang en wordt een aaneengesloten blok IP-adressen gereserveerd. Deze adressen mogen niet direct gebruikt worden door betreffende provider: er wordt onderscheid gemaakt tussen gereserveerde adressen (allocated) en toegewezen adressen (assigned).
De provider moet voordat hij een bepaald blok adressen in gebruik neemt een aanvraag indienen bij het NCC met onderbouwing waarom hij dat blok nodig heeft en aangeven hoeveel adressen voor dat doel tussen nu en twee jaar nodig zijn. Als de medewerkers van het NCC de aanvraag goedkeuren wordt vanuit de gereserveerde reeks een bepaald blok toegewezen en krijgen de status Assigned in de database. Na een aantal correct ingediende aanvragen zal betreffend lid kleine reeksen zelfstandig mogen goedkeuren: dit heet het Assignment Window De grootte van dit zogenaamde Assignment Window kan na verloop van tijd vergroot worden. Overigens blijft de provider wel verplicht de correcte documentatie en formulieren te gebruiken, ook voor assignments die hij zelfstandig heeft toegewezen en moet deze op eerste verzoek van het RIPE NCC kunnen tonen.
Deze regels zijn opgesteld om de beperkte hoeveelheid IPv4-adressen zo efficiënt mogelijk te gebruiken.
RIPE-NCC regelt de uitgifte van IP-adressen binnen haar werkingsregio. Overkoepeled zijn er regels hoe wereldwijd de uitgifte van IP-adressen aan de diverse centra (de RIR's) wordt geregeld.

### AS-nummers
Behalve de uitgifte en coördinatie van IPv4 en IPv6 IP-adressen verzorgt RIPE-NCC ook de uitgifte van autonoomsysteemnummers: elke provider die zijn eigen IP-adressen heeft moet ook een AS-nummer hebben. De uitgifte van AS-nummers wordt geregeld via document RIPE-496.

## Database
Het RIPE NCC beheert een database met daarin een groot aantal gegevens van de uitgegeven IP-adressen, toewijzing adresruimte, contactgegevens LIR's, AS nummers, routerings informatie etc. Deze informatie staat in de RIPE WHOIS database en iedereen kan informatie opvragen uit deze database. Een deel van de gegevens wordt door de medewerkers van het RIPE NCC geplaatst, maar veel detailinformatie moet door de LIR's zelf ingevoerd worden. Sommige providers slaan alle informatie betreffende adrestoewijzing en routeringen op terwijl andere providers ervoor kiezen weinig informatie op te slaan of gebruik te maken van een alternatieve database zoals de commerciële dienst van Merit: RADb. Elke RIR beheert een eigen database voor de IP-nummers en aanverwante gegevens in het eigen verzorgingsgebied.
Er zijn verschillende methoden om de database te raadplegen: via een command line WHOIS client of de website van het RIPE NCC. Via Advanced Search op de site van RIPE NCC kan ook informatie van de andere WHOIS databases gezocht worden. Overigens staat er geen informatie over domeinnamen in deze WHOIS-database.

## Gebruikte termen en afkortingen
| Gebruikte termen en afkortingen | Gebruikte termen en afkortingen     |
| ------------------------------- | ----------------------------------- |
| Allocated PA                    | Gereserveerde IP-adressen           |
| ASN                             | Autonomous System Number            |
| Assigned PA                     | Geregistreerde IP-adressen          |
| IANA                            | Internet Assigned Numbers Authority |
| IP                              | Internetprotocol                    |
| IPv4                            | IP-adres versie 4                   |
| IPv6                            | IP-adres versie 6                   |
| LIR                             | Local Internet Registry             |
| NCC                             | Network Coördination Centre         |
| RIPE                            | Réseaux IP Européens                |
| RIR                             | Regional Internet Registry          |